# Asperula balchanica
Asperula balchanica là một loài thực vật có hoa trong họ Thiến thảo. Loài này được Bobrov mô tả khoa học đầu tiên năm 1958.